# Soňa Bernardová

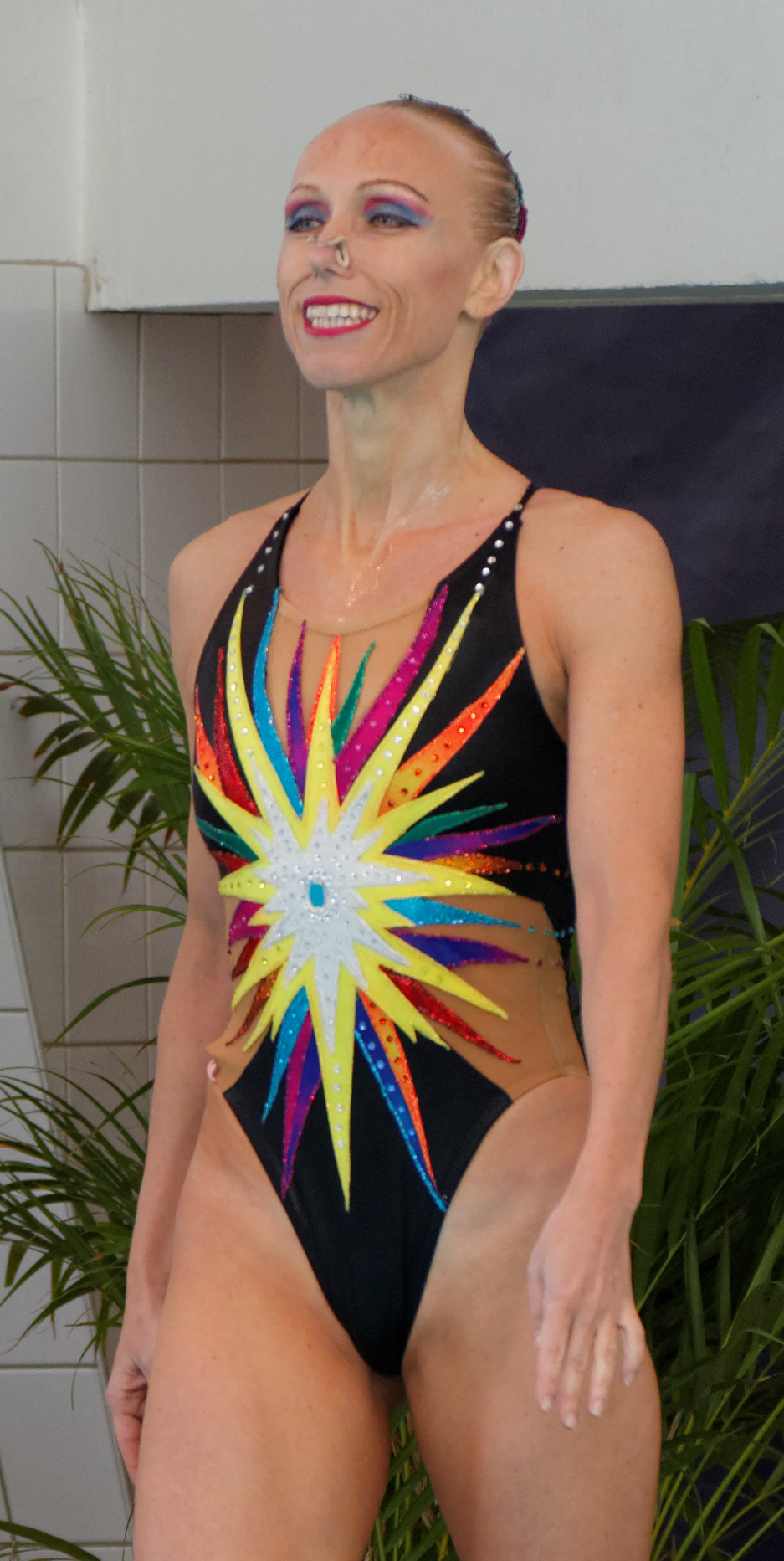
Soňa Bernardová 2013

Soňa Bernardová (* 2. Februar 1976 in Brno, Tschechoslowakei) ist eine ehemalige tschechische Synchronschwimmerin, die an fünf Olympischen Spielen teilnahm.

## Erfolge
Im Duett der Frauen belegte die 1,67 m große und 54 kg leichte Athletin bei den Olympischen Spielen im Jahr 2000 in Sydney mit ihrer Partnerin Jana Rybářová Platz 15. Vier Jahre später erreichten die beiden im Duett bei den Spielen in Athen den 14. Rang. 2008 trat Bernardová in Barcelona mit ihrer neuen Partnerin Alžběta Dufková an und es wurde der 18. Platz. Wiederum vier Jahre darauf in London endeten die beiden auf dem 14. Rang. 2016 schlossen Bernardová und Dufková den Wettkampf auf Rang 18 ab.
Bernadová nahm darüber hinaus an mehreren Welt- und Europameisterschaften teil in allen Disziplinen.
Von Beruf ist sie Rechtsanwältin.